# Дион (певец)
Дио́н (англ. Dion, полное имя: Дио́н Диму́ччи, Dion DiMucci; род. 18 июля 1939) — американский певец, популярный в 1950—1960 годах.
В конце 1950 годов со своей группой Belmonts (выступая с ней как Dion & the Belmonts) с такими хитами, как «I Wonder Why» и особенно «A Teenager in Love» (5-е место в американской «горячей сотне»), достиг статуса подросткового идола.
В 1960 году ушёл из группы и уже один продолжил серию больших хитов с такими песнями в первой десятке «Билборда», как «Runaround Sue» и «The Wanderer». Популярность певца была очень высокой вплоть до начавшегося в середине 1960-х «Британского вторжения», приведшего к изменению музыкальных вкусов публики.
Песня «Runaround Sue» в исполнении Диона входит в составленный Залом славы рок-н-ролла список 500 Songs That Shaped Rock and Roll.
Некоторые песни можно встретить в компьютерных играх таких как: Fallout 4, Mafia 3, Tony Hawk's Underground 2, The Godfather 2, Scarface, L.A. Noire, Bioshock 2, GTA V, Need for Speed Shift, Forza Motorsport 4 трейлер к играм: Boderlands 4 и Mafia The Old Country. В фильмах: "Бронкская История", "Крестный Отец 3", "Джентльмены" и "Славные Парни" в рекламах Jacobs, Samsung, Ford, Lipton, Renault, Martini. 